# Reinhart Guib

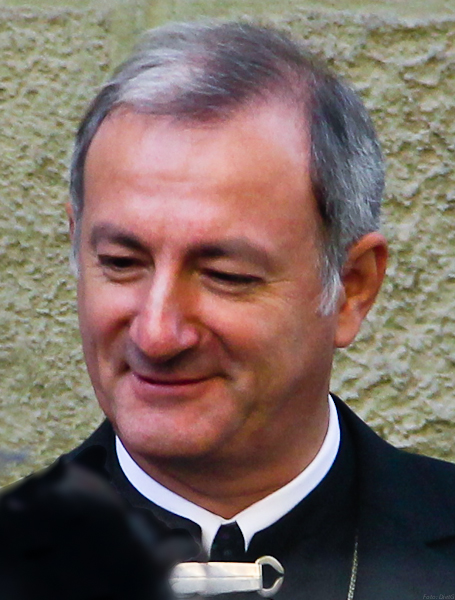
Reinhart Guib

Reinhart Guib (n. 26 noiembrie 1962, Mediaș) este un teolog luteran din România, din 2010 episcop al Bisericii Evanghelice C.A. în România, cu sediul la Sibiu.

## Devenirea profesională
Între 1984-1989 a studiat teologia luterană la Sibiu. Practica pastorală a absolvit-o în comunitatea din Făgăraș. În anul 1990 a fost ales pastor al parohiei Ticușu Vechi.
În 1994 a fost ales pastor orășenesc al Mediașului, iar un an mai târziu, în 1995, a fost ales decan (protopop) al districtului luteran de Mediaș. Este tatăl a trei copii.
În anul 2002 a fost ales președinte al Asociației Gustav Adolf din România.

## Alegerea în fruntea Bisericii Evanghelice C.A. din România
După retragerea din funcție a episcopului Christoph Klein (ieșit în pensie la începutul lunii octombrie 2010) în data de 27 noiembrie 2010 au avut loc alegerile pentru noul episcop, la care au candidat șapte teologi evanghelici pentru ocuparea scaunului rămas vacant.. În al cincilea tur de scrutin a fost ales Reinhart Guib. Conform art. 111 din Regulamentul Bisericii Evanghelice "episcopul este ales pe termen nelimitat, până la împlinirea vârstei de 70 de ani". Învestirea sa în funcție a avut loc în data de 12 decembrie 2010 în Catedrala Evanghelică din Sibiu.
Este astfel al 36-lea episcop al Bisericii Evanghelice C.A. din România și păstorește circa 13.200 de enoriași din 248 de parohii.